# Horo Scorpione II
Horo Scorpione (anche Scorpione II) (Hr skr; fl. XXXIII secolo a.C.) è stato un sovrano dell'Alto Egitto del Periodo predinastico dell'Egitto (Naqada IIIa1/Naqada IIIa2) inserito in quella che, convenzionalmente, viene definita Dinastia 0.

## Biografia
Scorpione II, di origine nekhenita, è stato uno dei Seguaci di Horo documentati e forse l'ultimo re di Nekhen della Dinastia 0. La sua tomba sembra individuata nella più grande della necropoli di Nekhen denominata HK6.
Il principale oggetto attribuito a questo sovrano è una testa di mazza del tipo "hedj" che reca l'immagine del re con a fianco il glifo che rappresenta uno scorpione, verosimilmente il nome del personaggio, e sormontato da una stella, ritenuta simbolo della regalità ed epiteto che accompagna il nome (v. c.d. Mazza dello Scorpione). Questa e altri reperti costituivano offerte votive ritrovate in un deposito del tempio di Narmer a Nekhen.
Alcuni ritrovamenti del 1990, realizzati dall'equipe archeologica tedesca diretta da Günther Dreyer presso Abido (Egitto), hanno portato nuove conoscenze sul periodo predinastico. Questi reperti consistono in piccole tavolette (1 o 2 centimetri di lato) di osso, legno o avorio che recano su una faccia un nome (di re, regina o di un alto ufficiale) e sull'altra spesso un numero. La datazione con il metodo del carbonio-14 ha dato come risultato la data del 3250 a.C., facendo di questi reperti i più antichi documenti scritti da noi posseduti.

Il serekht di questo sovrano è stato rinvenuto anche su un'anfora da vino di provenienza palestinese.
 
Queste recenti scoperte hanno rimesso in discussione l'identificazione del Re Scorpione con Narmer, il sovrano che, secondo le cronologie storiche, è stato il primo unificatore dell'Alto e del Basso Egitto.